# Gornje Nedeljice
Gornje Nedeljice (cyr. Горње Недељице) – wieś w Serbii, w okręgu maczwańskim, w mieście Loznica. W 2011 roku liczyła 717 mieszkańców.